# 옆새우
옆새우는 연갑강 낭하상목 단각목에 속하는 옆새우아목(Gammaridea) 갑각류의 총칭이다.
7,900여 종의 기록된 단각류(amphipods) 중에서 약 7,275종을 차지하고 있으며, 약 125과 1,000여 속으로 분류하고 있다. 한국에는 약 100여 종이 밝혀져 있다. 몸길이 0.5-1cm이고 몸이 좌우로 납작하며 얕은 물 속에서 옆으로 누워 꿈틀거리듯 움직인다. 몸은 머리·가슴·배 세 부분으로 나뉘며, 머리와 가슴을 덮는 갑각은 없다. 눈은 겹눈인데 눈자루가 없으며, 때로는 눈이 없거나 위아래 두 겹으로 된 경우도 있다. 작은더듬이와 더듬이가 잘 발달해 있다. 제1가슴다리는 턱다리로 변형되어 있으며 제2가슴다리와 제3가슴다리는 붙잡는다리로 되어 있다. 앞쪽 배다리 세 쌍은 헤엄을 치는 다리이고, 나머지 배다리는 뛰어오르는 다리이다. 민물과 바다에 살며, 바다 근처의 뭍에 사는 종류도 있고, 다른 동물과 공생하는 종류와 기생하는 종류가 있다. 조류(藻類)를 비롯한 식물체를 먹고 살며 물고기나 몸집이 큰 무척추동물의 먹이가 된다. 주로 가재가 사는 곳에 많이 있다. 가재의 먹이는 옆새우이기 때문이다. 그리고 거북이사료인 감마루스도 옆새우를 말린 것이다. 바다에서는 해조류에 많이 붙어 있으며, 민물에서는 계곡이나 흐르는 물의 낙엽이 쌓인 곳에 많이 나타난다. 옆새우가 서식하는 곳에는
가재가 살 가능성이 높다. 가재는 옆새우를 먹이로 삼고 살아간다.
종종 작은 옆새우가 속에 있고 큰 옆새우가 바깥에서 감싸고 있는 모습을 볼 수 있다.
그것은 암컷과 수컷이며, 작은 옆새우는 수컷이고,
큰 옆새우는 암컷이다.

## 하위 분류
- Ampeliscoidea
- Crangonyctoidea
- Dexaminoidea
- Eusiroidea
- 옆새우상과 (Gammaroidea)
  - Acanthogammaridae
  - Acanthonotozomatidae
  - Anisogammaridae
  - Baikalogammaridae
  - Behningiellidae
  - Cardenioidae
  - Caspicolidae
  - Eulimnogammaridae
  - 옆새우과 (Gammaridae)
  - Gammaroporeiidae
  - Iphigenellidae
  - Macrohectopidae
  - Mesogammaridae
  - Micruropodidae
  - Pachyschesidae
  - Pallaseidae
  - Pontogammaridae
  - Typhlogammaridae
- Hadzioidea
- Iphimedioidea
- Kurioidea
- Leucothoidea
- Liljborgioidea
- Lysianassoidea
- Melphidippoidea
- Oedicerotoidea
- Pardaliscoidea
- Phoxocephaloidea
- Stegocephaloidea
- Stenothoidea
- Synopioidea
- Talitroidea (Phliantoidea 포함)
- Thurstonelloidea (이전 분류 Clarencioidea)
- 상과 분류가 불확실(Incertae sedis)한 과
  - Cressidae
  - Didymocheliidae
  - Iciliidae
  - Lafystiidae
  - Laphystiopsidae
  - Maxillipiidae
  - Nihotungidae
  - Pagetinidae
  - Paraleptamphopidae
  - Tulearidae
  - Valettidae